# Laureano Sanabria Ruiz
Laureano Sanabria Ruiz dit Laure est un ancien footballeur espagnol, né le 22 mars 1985 à Madrid en Espagne. 

## Biographie
Il est transféré gratuitement du CD Leganés en 2007 au Deportivo 'B'. Pendant la saison 2007/2008, il avait un tel impact sur l'équipe que Lotina a compté sur lui pour remplacer Manuel Pablo, blessé contre le Villarreal CF en janvier 2008. Âgé de 22 ans, il fait une bonne impression et signe un contrat professionnel dans le club jusqu'à 2011. Le 30 juillet 2009, il signe une extension de contrat de 2 ans supplémentaires, quelque chose qui prouve la confiance que lui apporte le club.

## Palmarès
- Deportivo La Corogne
  - Vainqueur de la Liga Adelante en 2012